# Dircenna ingens
Dircenna ingens är en fjärilsart som beskrevs av Prüffer 1922. Dircenna ingens ingår i släktet Dircenna och familjen praktfjärilar. Inga underarter finns listade i Catalogue of Life.